# (3415) Danby
(3415) Danby est un astéroïde de la ceinture principale extérieure découvert le 22 septembre 1928 par l'astronome allemand Karl Wilhelm Reinmuth. Le lieu de découverte est Heidelberg (024). Sa désignation provisoire était 1928 SL.